# ان‌جی‌سی ۷۰۷۲
ان‌جی‌سی ۷۰۷۲ (انگلیسی: NGC 7072) یک کهکشان مارپیچی است که در فاصله ۲۱۰ میلیون سال نوری از زمین در صورت فلکی درنا قرار دارد. NGC 7072 توسط اخترشناس جان هرشل در ۵ سپتامبر ۱۸۳۴ کشف شد.